# توکانمای سینه‌روشن
توکانمای سینه‌روشن (نام علمی: Illadopsis rufipennis) نام یک گونه از سرده توکانماها است.